# جان وونغ
جان وونغ هي صحفية كندية، ولدت في 15 أغسطس 1952 في مونتريال في كندا.

## وصلات خارجية
- الموقع الرسمي
- جان وونغ على موقع IMDb (الإنجليزية)